# Softairwaffe
Eine Softairwaffe oder Airsoftwaffe ist eine spezielle Druckluftwaffe, die beim taktischen Geländespiel Airsoft benutzt wird. Es gibt ebenfalls Disziplinen im IPSC-Sportschießen, die mit Softairkurzwaffen durchgeführt werden. Softairwaffen sind oft unter Lizenzen täuschend echt aussehende Replikate von Schusswaffen, die aber keine lebensgefährlichen Verletzungen herbeiführen. Softairwaffen verschießen mittels Federdruck, Gas oder eines elektromechanisch betriebenen Druckluftsystems Rundkugeln aus verschiedenen Materialien.

## Arten von Softairwaffen

### Federdruck

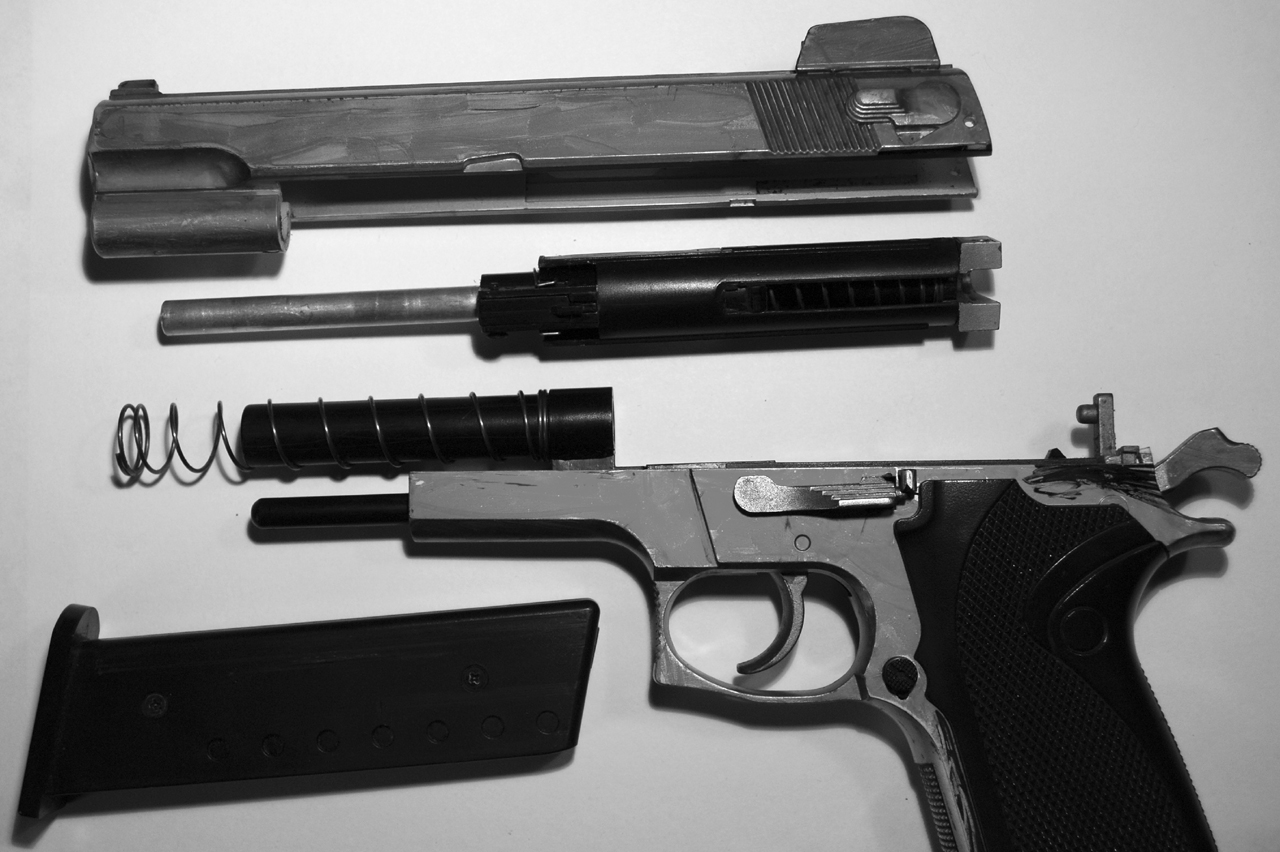
Eine mit Federdruck betriebene Softairpistole, zerlegt in ihre einzelnen Baugruppen.

Eine mit Federdruck betriebene Softairwaffe nutzt die Energie einer von Hand zu spannenden Schraubenfeder, um die Munition aus dem Lauf zu beschleunigen. Dabei wird die Kugel in der Regel nicht direkt von der Feder beschleunigt, sondern durch einen durch die gespannte Feder erzeugten Luftdruck in einem Kolbensystem. Der Schütze muss die Waffe vor jedem Schuss von Hand spannen, indem er den Ladehebel, beziehungsweise den Verschluss der Softairwaffe nach hinten zieht. Nach dem Spannen der Feder ist die Softairwaffe schussbereit. Aufgrund dieser Funktionsweise sind diese Waffen Einzellader.
Mit Federdruck betriebene Softairwaffen sind vor allem im unteren Preissegment zu finden. Hochqualitative Softairwaffen jedoch können über 1.000 Euro kosten. Das Federdrucksystem wird auch in vielen Schrotflintennachbauten verwendet, wobei hier die Feder durch eine typische Repetierbewegung des Vorderschaftes vor jedem Schuss gespannt wird.

### Elektrische Softairwaffen

Mechanik einer elektrischen Softairwaffe.

Elektrisch angetriebene Softairwaffen besitzen einen batteriebetriebenen Elektromotor, der über ein Getriebe eine Schraubenfeder mit Hubkolben spannt. Bei Betätigung des Abzugs wird in einer ersten Phase über den Motor und das Getriebe die Feder gespannt. In der zweiten Phase wird die Feder freigegeben und wirkt somit auf einen Kolben. Wie in einer Luftpumpe wird die Luft komprimiert und die Druckluft beschleunigt die Munition.

Aktuelle elektrische Softairwaffen wiederholen diesen Zyklus bis zu sechzehnmal pro Sekunde und mehr, was eine vollautomatische Betriebsweise ermöglicht. Dies gab den automatischen elektrischen Softairwaffen den Namen Automatic Electric Gun (AEG). Diese Softairwaffen sind die bei weitem meistverwendeten Softairwaffen für den Wettkampf.

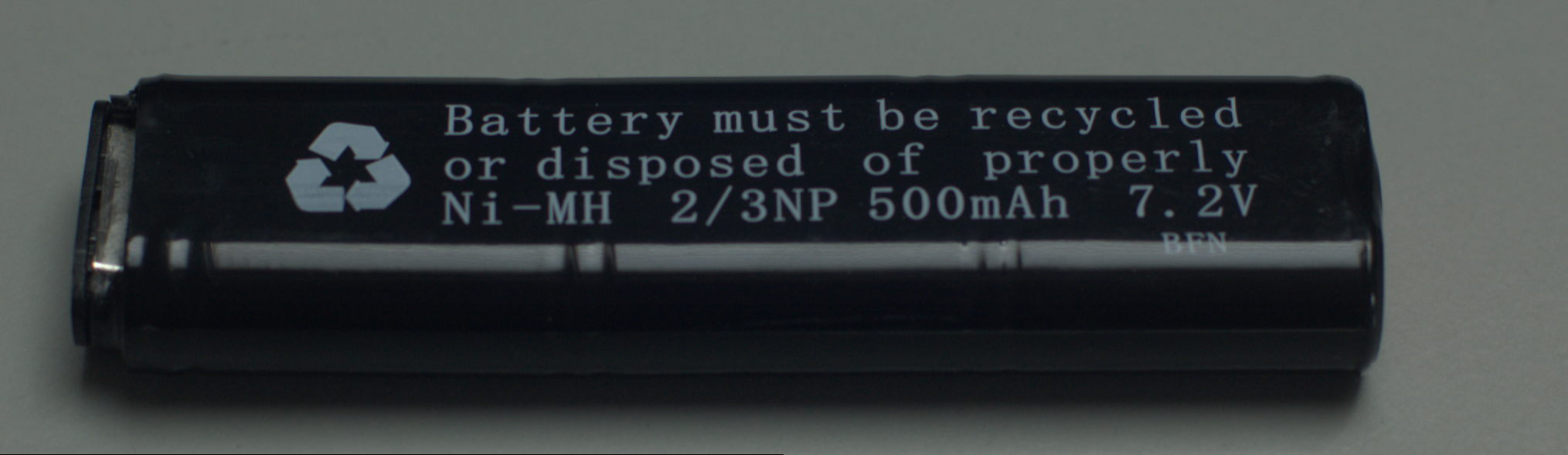
Akku einer elektrischen Softairpistole.

Elektrische Softairwaffen wurden in Japan entwickelt. Seit jeher dominiert der japanische Modellhersteller Tokyo Marui den Markt. Deren entwickelte Gearbox (Getriebe) prägt auch heute noch die genutzte Funktionsweise elektrischer Softairwaffen auch anderer Hersteller.
Eine weitere etablierte Funktionsweise sind Professional Training Weapon Systems des Behördenausrüsters Systema. Diese Waffen wurden ursprünglich als realitätsnahes Trainingsgerät für Militär, Polizei und ähnliche Behörden konzipiert und werden von diesen für Trainingszwecke genutzt. Sie gleichen den Originalvorbildern äußerlich, vom Gewicht und von der Bedienung her bis ins Detail. Da diese Waffen dasselbe Prinzip und dieselbe Munition wie alle anderen elektrischen Softairwaffen nutzen, werden sie ebenfalls von Softairspielern genutzt.
Elektrische Softairwaffen werden gewöhnlich mit Akkumulatoren aus Nickel-Cadmium-Akkus (NiCd) oder Nickel-Metallhydrid-Akkus (NiMH) verschiedener Spannungen und Kapazitäten betrieben. Die Akkus werden meist in Akkupacks für Spannungen von 7,2 V bis zu 12 V vertrieben. Eine höhere Kapazität (mAh) ermöglicht eine längere Betriebsdauer, eine höhere Betriebsspannung (V) erhöht hingegen die Spannung am Motor und damit verbunden meist auch die Feuerrate. Es finden auch vermehrt neuere Akkutechnologien, insbesondere Lithium-Polymer-Akkus, Einzug in die Airsoftwelt.

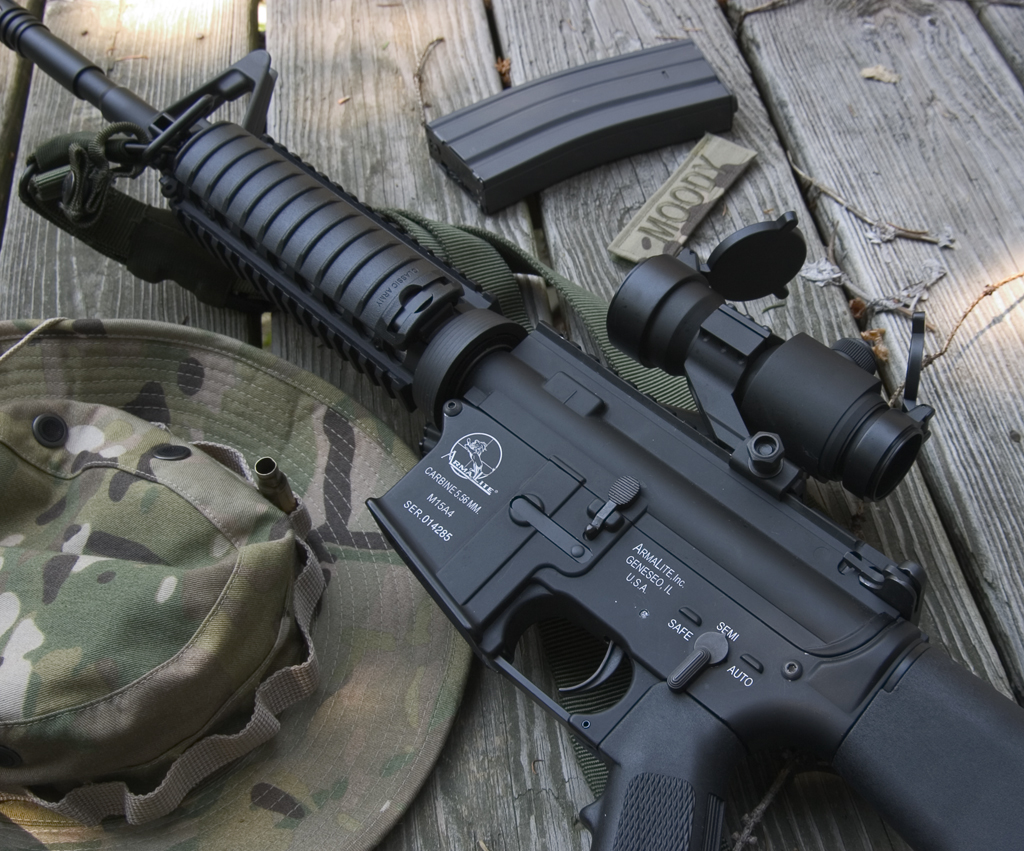
Classic Army M15A4 (auch M4A1)
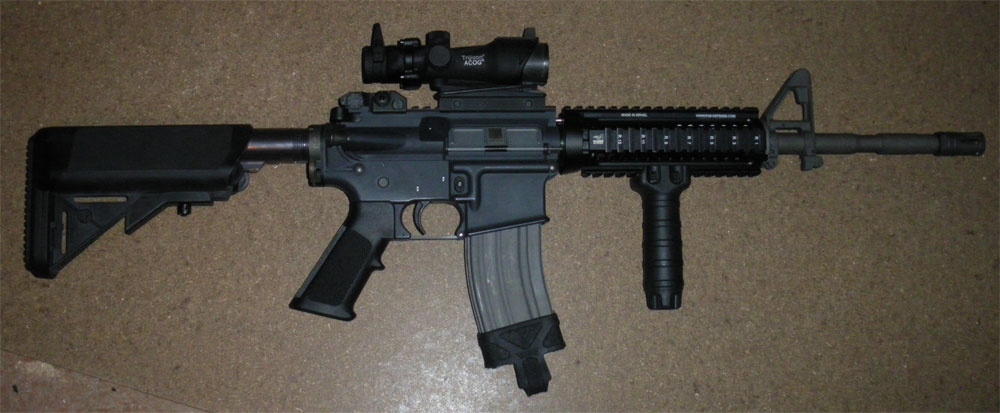
Systema Professional Training Weapon System M4A1 MAX
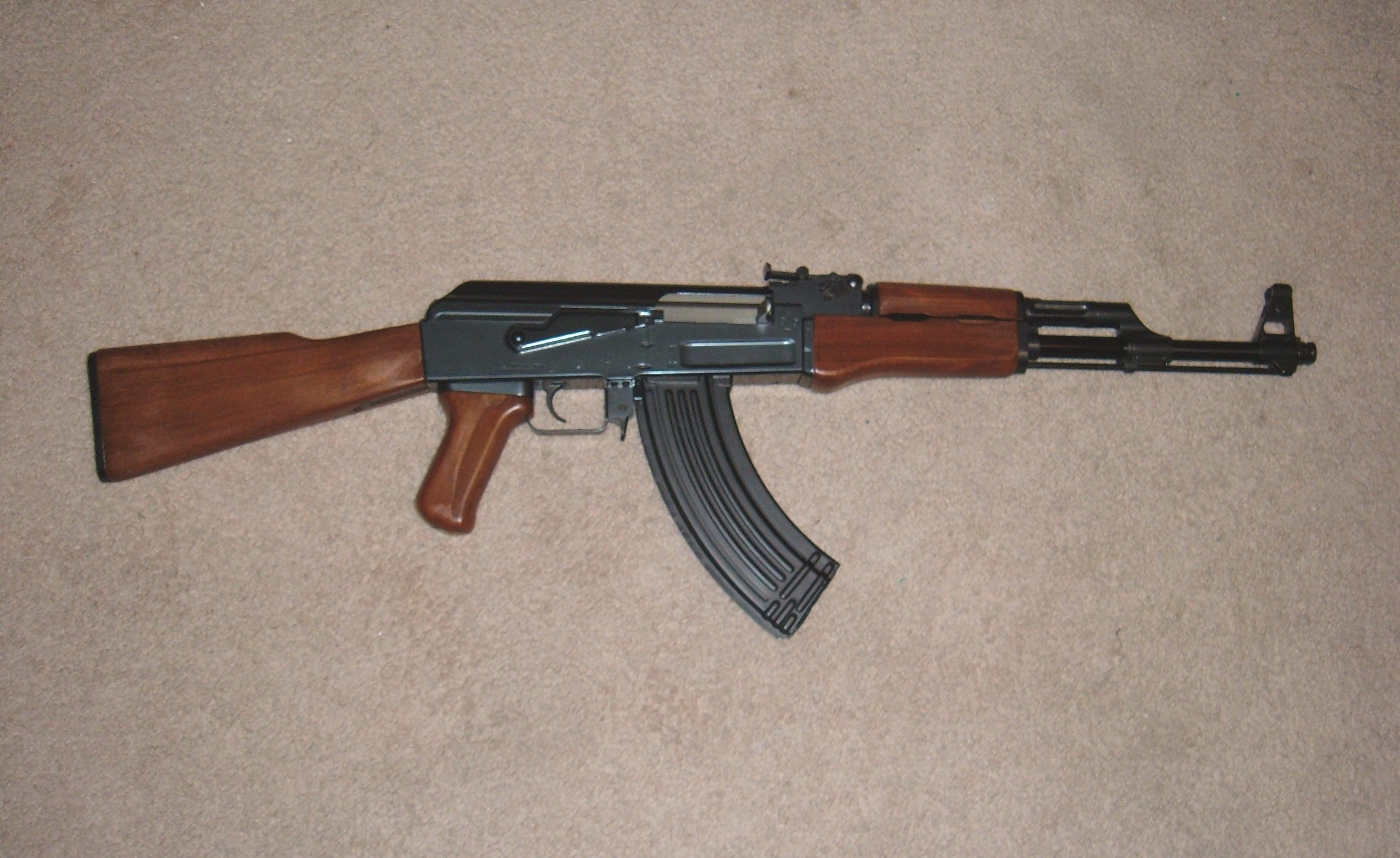
Replika einer AK-47 von Tokyo Marui
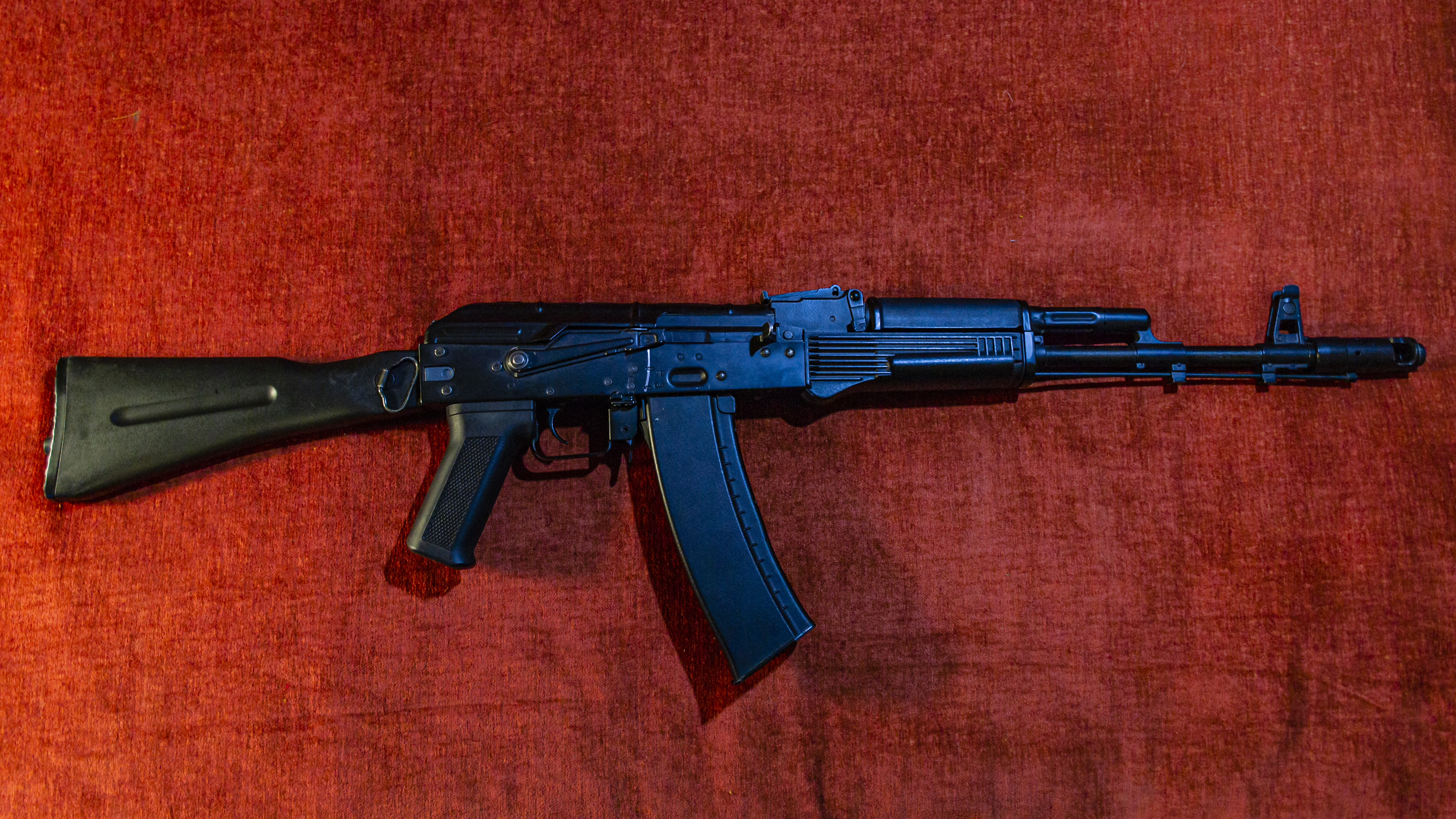
Replika einer AK-74M von CYMA
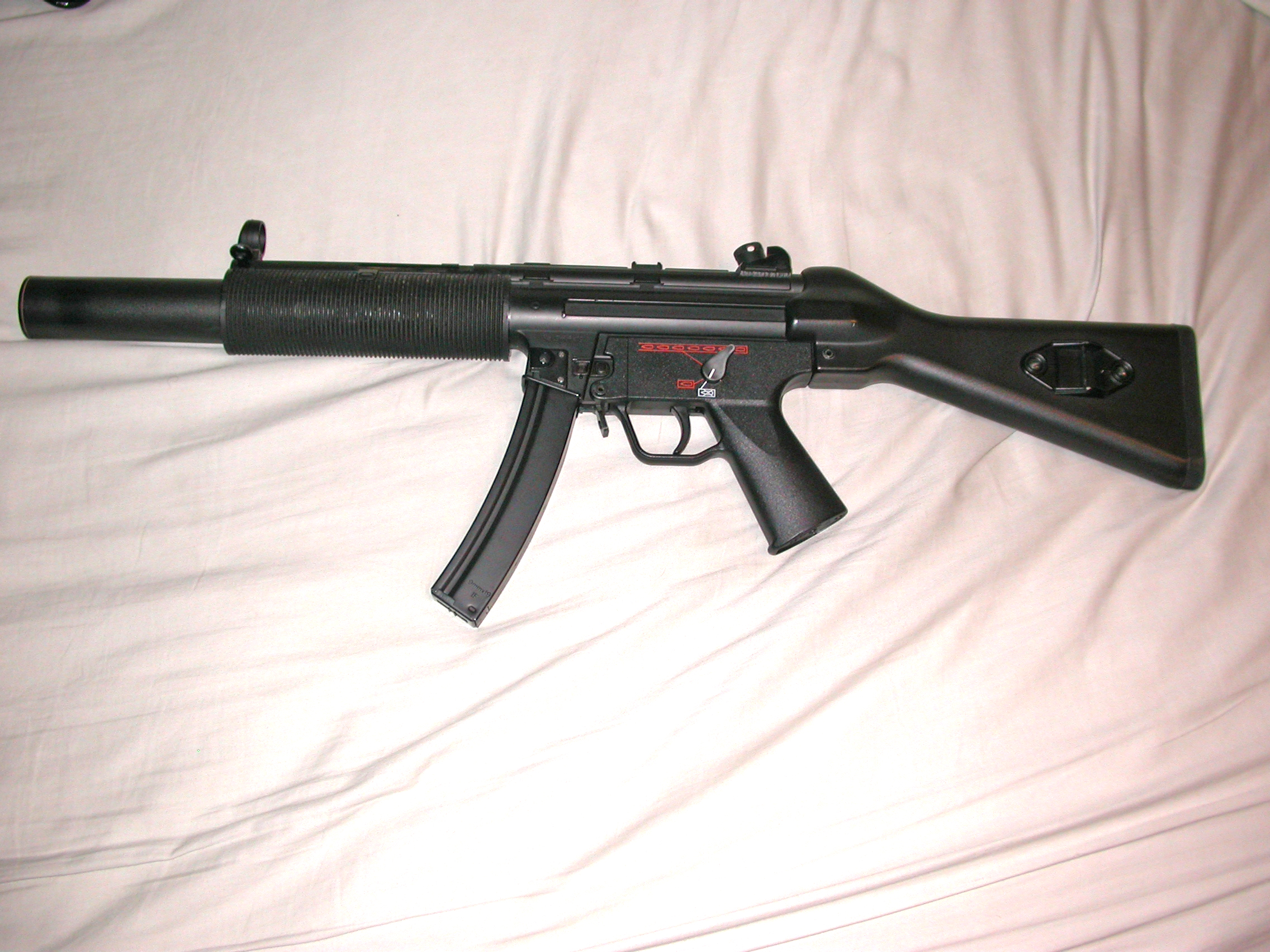
Replika einer MP5SD von Tokyo Marui
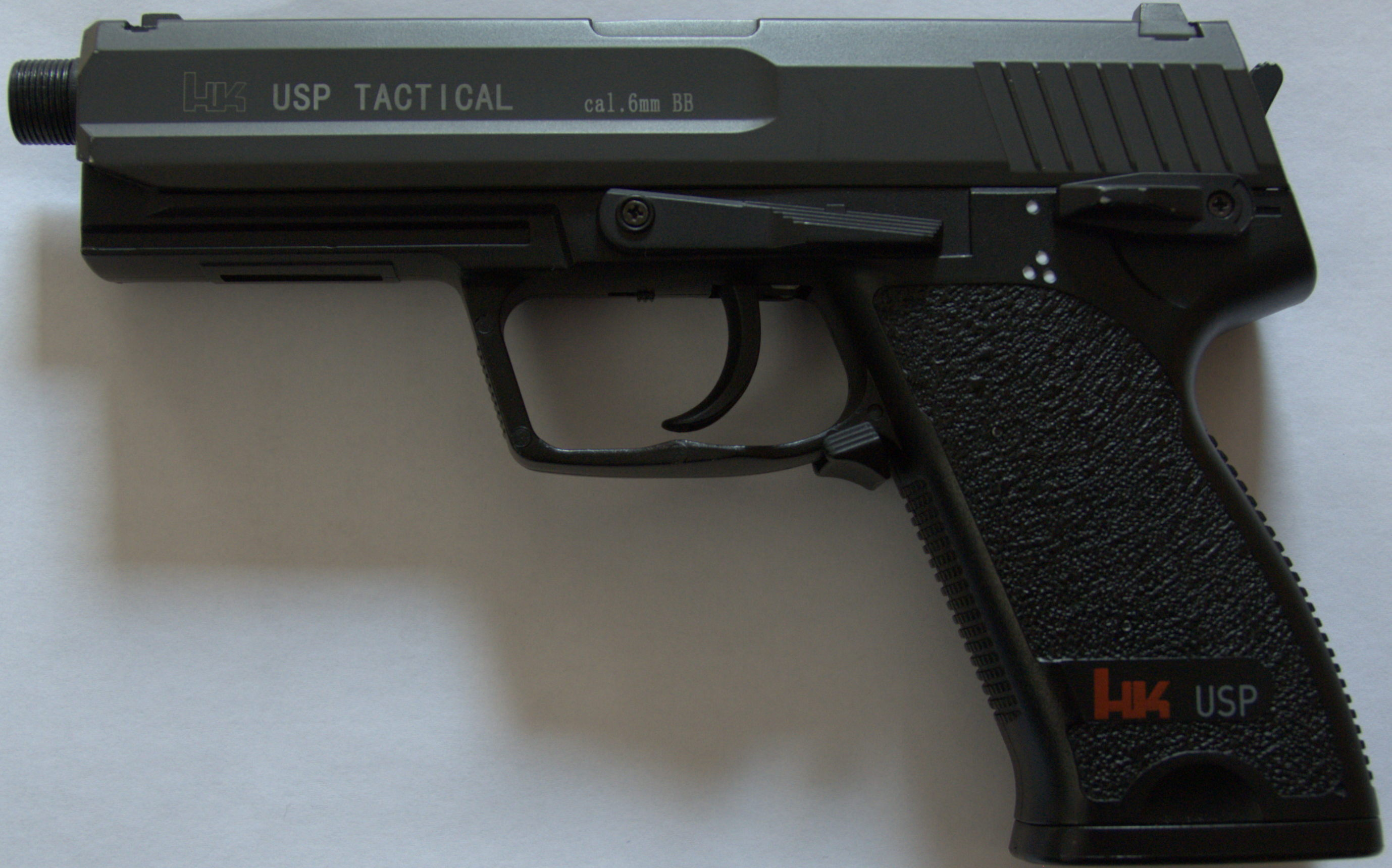
Replika einer H&K USP von Umarex
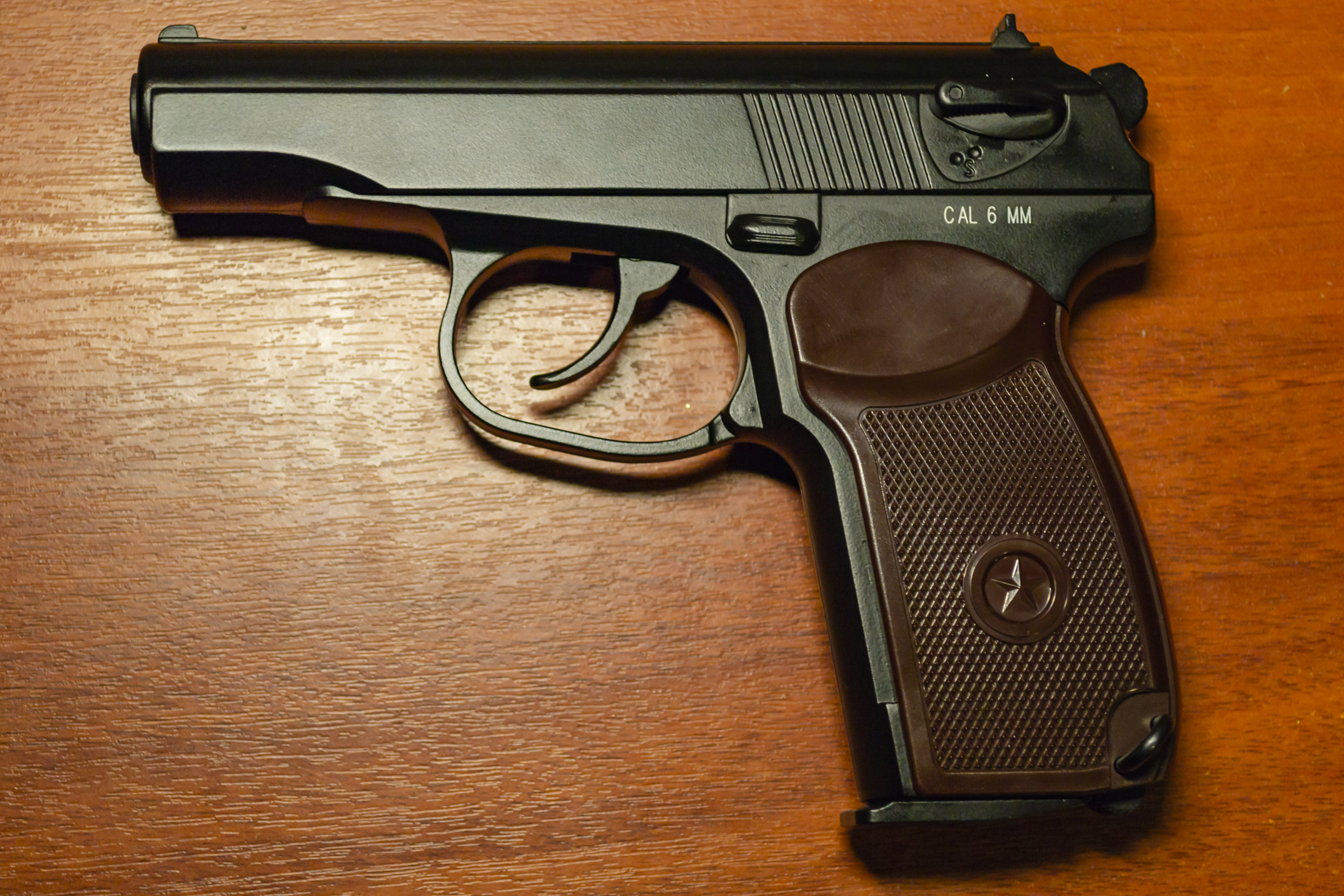
Replika einer Pistole Makarow

### Gas-Softairwaffen

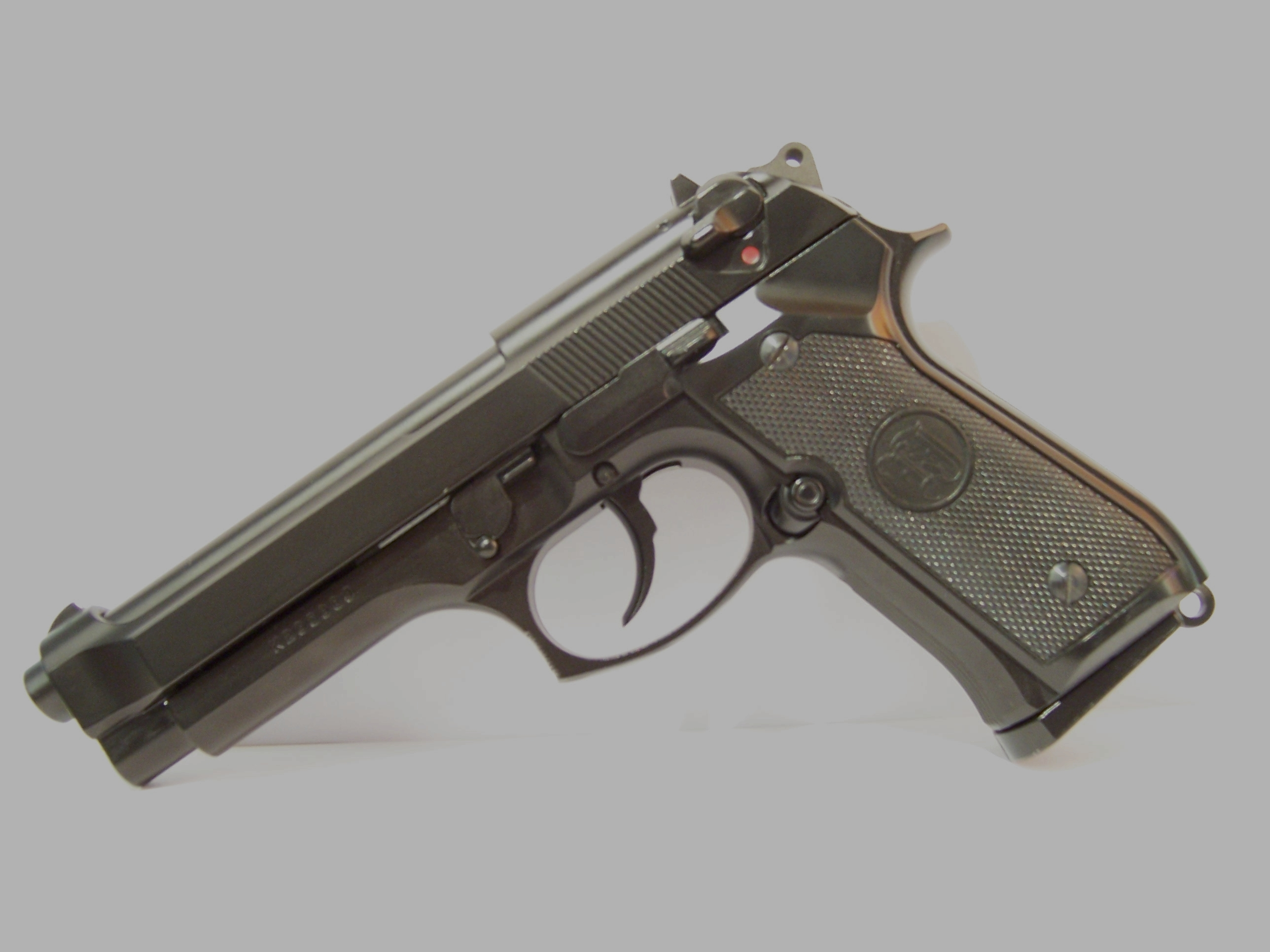
KJW Beretta M9

Mit Gas betriebene Softairwaffen benötigen unter Druck stehendes Treibgas, um die Munition zu beschleunigen. Diese Waffen sind in der Lage, halb- sowie vollautomatisch zu schießen. Die heutzutage üblichen Treibgase sind Propangas (im Zusammenhang mit Airsoft Green Gas genannt und vertrieben), HFC134a, HFC-22 und in entsprechend angepassten Softairwaffen auch das stärkere Red Gas. Verbreitet sind auch Systeme, die mit Kohlendioxid (CO2) oder externer Druckluft (HPA, engl.: "high pressure air") funktionieren.
Die ersten auf dem Markt erhältlichen Gas-Softairwaffen waren die heute aufgrund ihres Alters so genannten Classic Guns, die typischerweise durch flüssige Treibmittel wie R-12 (in Japan FLON-12 genannt) angetrieben wurden. Oft beinhalteten diese Softairwaffen zwei externe Tanks: einen für das R-12 und einen zweiten als Ausdehnungsgefäß. Später wurden diese Modelle von einigen Benutzern derart modifiziert, dass sie mit druckregulierten CO2-Behältern oder Stickstoff-/Hochdruckluftflaschen funktionierten, die höheren Druck und weniger Druckschwankungen boten.
Zusätzlich kühlen sich komprimierte Treibmittel durch die Expansion stark ab, bis weit unter 0 °C. Diese starke Kühlung lässt einerseits den Druck absinken, bis die Softairwaffe schließlich nicht mehr schießt, andererseits leiden Gummidichtungen von Ventilen unter der tiefen Temperatur ("Cool-Down-Effekt"). Bei CO2 als Treibmittel tritt dieser Effekt weniger stark und bei Druckluft überhaupt nicht auf.
Erwähnenswert sind auch die sogenannten Gas-Blow-Back-Waffen (GBB), bei denen der Druck des Treibgases zusätzlich dazu verwendet wird, die Repetierbewegung einer Feuerwaffe zu imitieren, wobei der Verschluss vor- und wieder zurückschnellt.

## Munition
Softairwaffen verschießen sogenannte BBs, welche waffenrechtlich als Geschosse definiert sind.
Für die Bedeutung von BB existieren mehrere Erklärungsansätze. Einerseits rührt die Bezeichnung vom Begriff ball bearing (Kugellager), da die im Sportbereich verwendeten Rundkugeln für Luftgewehre oft aus der Kugellagerproduktion stammten. Andererseits scheint eine Übernahme der Bezeichnung aus dem Bereich der Druckluftwaffen, die ursprünglich für eine bestimmte Schrotgröße stand, ebenso plausibel. Tatsächlich findet sich auch heute noch eine solche Einteilung bei US-Herstellern, wie beispielsweise bei Winchester oder auch Federal Premium, bei denen BBB für .190" (4,83 mm) steht, die besagte BB für .180" (4,57 mm), während weitere Größen mit Ziffern wie #1, #2 usw. bezeichnet sind. Wiederum andere Quellen lösen das Kürzel mit baby bullet auf, das sinngemäß „kleine Kugel“ bedeutet.
Softairmunition sind in der Regel Kugeln von 6 mm Durchmesser, welche meistens aus Kunststoff, zunehmend aber auch aus biologisch abbaubaren Materialien bestehen. Mit Zündsatz befüllte Munition kann mit einer Softairwaffe nicht verschossen werden. Üblich ist der Vertrieb von Gewichten ab 0,12 g bis 0,45 g und bisweilen auch bis zu 0,5 g. Zusätzlich zu Kunststoff-BBs existieren auch biologisch abbaubare Kugeln aus Stärke oder Polylactiden (PLA, Polymilchsäure). Stärkekugeln zerfallen unbenutzt nach etwa einem Jahr und unter Feuchtigkeitseinfluss nach zwei bis drei Wochen. Polymilchsäuren sind zwar biologisch abbaubar, zersetzen sich je nach Umweltbedingungen aber wesentlich langsamer. Weiterhin sind auch metall- sowie graphitbeschichtete Kugeln erhältlich. Zum Schießen auf Zielscheiben werden gelegentlich auch massive Aluminium- oder Stahlkugeln verwendet. Am gebräuchlichsten sind Kugeln mit einem Durchmesser von 6 mm in den Gewichten 0,12 g (für sehr schwache Softairwaffen), 0,20 g und 0,25 g, oft auch als biologisch abbaubare Variante.
Weiterhin kann phosphoreszierende Munition in Verbindung mit einem speziellen Laufadapter („Tracer“) im Lauf mit einem kurzen, hellen UV-Blitz belichtet werden, um den Effekt von Leuchtspurmunition zu erzielen.
In den 1990er-Jahren wurden auch Softairwaffen hergestellt, die asphärische Pellets verschossen. Die bekannteste dieser Munition ist die „Blade Bullet“ von Asahi. Diese Munition war dazu gedacht, aus Asahis M700- und M40-Gewehren (1993 produziert) verschossen zu werden, allerdings wurde die Asahi-M700-/M40-Serie wenige Wochen nach ihrem Erscheinen von der japanischen Polizei konfisziert und vernichtet, da es möglich war, sie mit wenigen Schritten auf echte .22-Munition umzurüsten.

Farbgefüllte Munition ist verfügbar, jedoch nicht kompatibel mit Softairwaffen, die ein „Hop-Up“ besitzen oder eine höhere Mündungsenergie als 0,5 Joule aufweisen, da hierbei die Farbkugel im Lauf platzen würde. Es existiert auch ein Spezialkaliber von 5,5 mm, für das keine Farbmunition erhältlich ist.

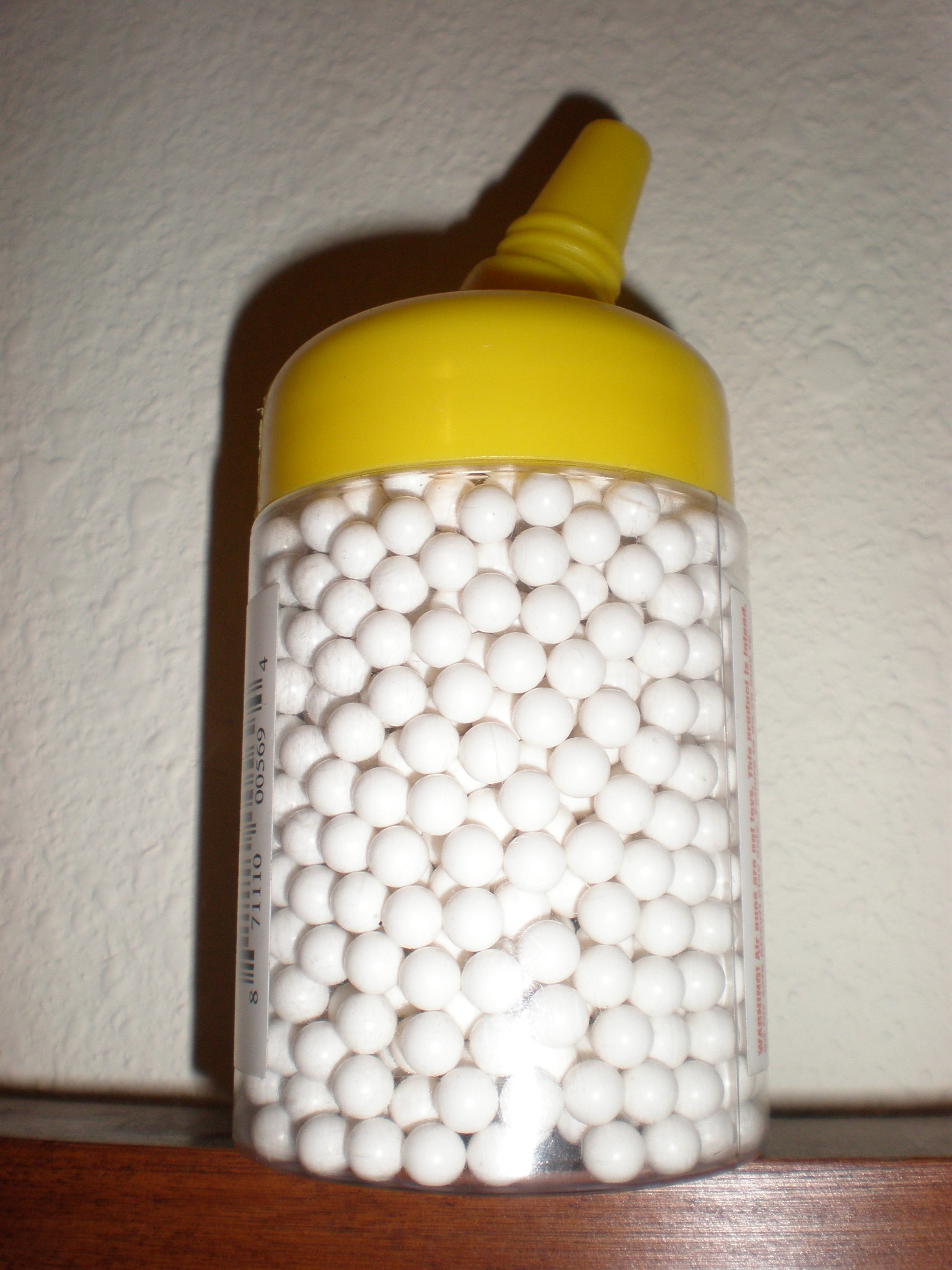
Nachfüllflasche mit Kunststoffmunition

6 mm BB: Gewicht und Verwendungszweck (Beispiele)
- 0,12 g – für Softairwaffen mit < 0,25 J.
- 0,16 g – Kompromiss zwischen 0,20 g und 0,12 g. Für Softairwaffen < 0,5 J geeignet.
- 0,20 g – das Standardgewicht für viele Softairwaffen. Diese werden – verglichen mit schwereren BBs – leichter durch Luftbewegungen in ihrer Flugbahn beeinflusst. Die Mündungsgeschwindigkeit ist nach dem Energieerhaltungssatz und dem Impulserhaltungssatz höher als bei BBs mit 0,25 g bei gleicher kinetischer Energie. Daher sind diese gut geeignet für kurze Distanzen, bei denen eine stabile Flugbahn über lange Distanz vernachlässigt werden kann. Für Softairwaffen mit 0,4 bis etwa 0,9 J.
- 0,23 g – Kompromisslösung zwischen 0,20 g und 0,25 g.
- 0,25 g – bildet die obere Grenze für nicht modifizierte Softairwaffen. Fliegen bei selber kinetischer Energie langsamer als BBs mit 0,20 g, dafür allerdings mit stabilerer Flugbahn. Sie lassen sich auch durch Laubwerk nicht so leicht ablenken wie leichtere BB.
- 0,28 g – für modifizierte Softairwaffen mit einer Mündungsenergie > 0,5 J . Bedeutend günstiger als 0,30 g BBs bei ähnlicher Performance.
- 0,30 g – für die meisten Präzisionssoftairwaffen geeignet.
- 0,36 g – schwerere Munition für Präzisionssoftairwaffen. Sehr langsam, Flugbahn dabei jedoch sehr stabil.
- 0,43 g – geeignet für Präzisionssoftairwaffen mit einer höheren Mündungsenergien ab etwa 3 J. Für gewöhnlich graphitbeschichtet.
- 0,85 g – Stahlkugeln, geeignet nur für Softairwaffen mit weniger als 7,5 J.

8 mm Munition: Gewicht und Verwendungszweck
- 0,27 g – sehr leichte 8-mm-BB für einige Präzisionssoftairwaffen
- 0,34 g
- 0,45 g
- 0,60 g
- 0,90 g
- 2,10 g – Stahlkugel

## Softair-Ballistik

### Geschwindigkeit, Energie und Gewicht

Geschwindigkeit in Fuß/Sekunde (fps) aufgetragen gegen die kinetische Energie in Joule

Die Geschwindigkeit v0, mit der die BB den Lauf verlässt, wird mit fps (Fuß/Sekunde) bzw. auch m/s angegeben. Diese ist bei federdruckbetriebenen Softairwaffen maßgeblich von der Stärke der Feder abhängig, und bei Softairwaffen, die Druckluft oder Gasgemische als Antrieb verwenden, vom entsprechenden Gasdruck. Die daraus resultierende kinetische Energie (in Joule) ist weiterhin abhängig vom vulgo Gewicht (physikalisch: Masse (Physik)) der verwendeten BB und wird dabei meist mit gebräuchlichen 0,20-g-BBs ermittelt.
Softairwaffen haben üblicherweise eine Mündungsenergie von 0,3 J bis zu 1,5 J, bei stärkeren Waffen auch bis zu 3 J und seltener auch mehr.

### Leistungscharakteristik
Üblicherweise verschießen Softairwaffen bei günstigen Spielzeugmodellen Geschosse mit Geschwindigkeiten von 100 fps (30 m/s) und mit bis zu 800 fps bei stärkeren Druckgaswaffen. Die meisten nicht modifizierten Standard-AEGs mit Tokyo-Marui-Gearbox bewegen sich mit etwa 270 fps (80 m/s) im Mittelfeld. Technische Veränderungen, etwa das Austauschen der Feder, können diesen Wert erhöhen.
Interne Modifikationen umfassen die Steigerung der Feuerrate und die Geschwindigkeit, mit der die Geschosse den Lauf verlassen. So lässt sich z. B. die Schussfrequenz (Kadenz) einer AEG einerseits durch eine höhere Betriebsspannung des Elektromotors, andererseits durch eine höhere Übersetzung in der Gearbox erreichen. Eine weitere Möglichkeit besteht durch die Reduktion von Reibungsverlusten mittels Kugellagern, Fetten oder energieeffizienten Elektromotoren. Eine höhere Mündungsgeschwindigkeit kann erreicht werden durch den Einbau einer steiferen Feder oder durch passgenauere Bauteile, um Druckverluste zu minimieren.

### Hop-Up
Das Hop-Up-System in Softairwaffen erzeugt beim Geschoss einen Rückwärtsdrall. Die Flugbahn der Kugel wird zu der Seite hin abgelenkt, auf der sie mit der Strömung dreht. Wird die Softairwaffe beim Schießen gerade gehalten, wirkt demnach die Kraft nach oben. Dabei strömen die Luftschichten oberhalb der sich drehenden Kugel schneller vorbei, wodurch auf dieser Seite ein Unterdruck entsteht (Magnus-Effekt). Hingegen bewirkt die Drehung gegen die Luftströmung ein Abbremsen der Luft, wodurch unterhalb der rotierenden Kugel ein Überdruck entsteht. Die Kugel weicht dem höheren Druck aus und beschreibt eine nach oben gekrümmten Flugbahn, solange die nach unten wirkende Gravitationskraft geringer ist. Das Hop-Up wird dabei so eingestellt, bis sich die nach oben wirkende Auftriebskraft und die nach unten wirkende Gravitation kompensieren. Dadurch soll eine möglichst lange und gestreckte Flugkurve erreicht werden, bevor die Rotation und Geschwindigkeit der Kugel abnehmen und das Geschoss absackt.
Das heute verbreitete Hop-Up-System berührt das beschleunigte Geschoss im Lauf mit einer gummierten Kontaktfläche an der Oberseite der Laufinnenfläche. Zwischen Kugel und Gummifläche entsteht eine hohe Reibung. Dies führt zu einem Drehmoment, dessen Vektor vom Schützen aus gesehen nach rechts zeigt.
Der größte Nachteil dieses Systems ist seine Abhängigkeit von der Ausrichtung der Softairwaffe.  Wird die Softairwaffe beispielsweise 90° nach links geneigt, erhält das Geschoss einen Linksdrall. Die Kugel beschreibt eine Linkskurve und sackt früh ab. Hingegen kann zum Vorteil ein leichtes Neigen der Waffe unerwünschten Seitenwinden entgegenwirken.
Neben den in der Stärke einstellbaren Hop-Up-Systemen sind vor allem bei günstigeren Softairwaffen fest eingestellte Hop-Up-Systeme verbreitet, die für ein bestimmtes Munitionsgewicht eingestellt sind (meist 0,20 g). Andere Gewichte führen zu einem zu starken oder zu schwachen Hop-Up-Effekt.

## Verletzungsgefahr
Verletzungen durch Softairwaffen sind meist oberflächlich. Das Verletzungsbild reicht dabei meist von Quaddeln bis hin zu punktuellen Hämatomen. Eine geeignete Schutzausrüstung ist ratsam. Hier bieten beschusssichere Schutzbrillen den wichtigsten Schutz für die Augenpartie, Gesichtschutzmasken darüber hinaus auch für andere empfindliche Stellen, insbesondere die Zähne.

## Rechtslage

### Deutschland
Bei der waffenrechtlichen Behandlung von Softairwaffen ist zwischen Regeln für Anscheinswaffen, für die Geschossenergie sowie für Vollautomaten zu unterscheiden.

#### Regelungen über Anscheinswaffen
Meist sind Softairwaffen Nachbildungen von erlaubnispflichtigen Feuerwaffen und, ebenso wie Modellwaffen, kaum von diesen zu unterscheiden. Sie unterliegen deshalb als Anscheinswaffen besonderen Bestimmungen im deutschen Waffenrecht. Insbesondere dürfen diese nicht ohne Erlaubnis in der Öffentlichkeit oder außerhalb des eigenen befriedeten Besitztums geführt werden.
Wer dem entgegen eine Anscheinswaffe führt, begeht eine Ordnungswidrigkeit. Der Transport von Anscheinswaffen, zum Beispiel vom Händler zur eigenen Wohnung oder von der eigenen Wohnung zur Schießstätte, ist hingegen in einem verschlossenen Behältnis erlaubnisfrei.

#### Regelungen über die Geschossenergie

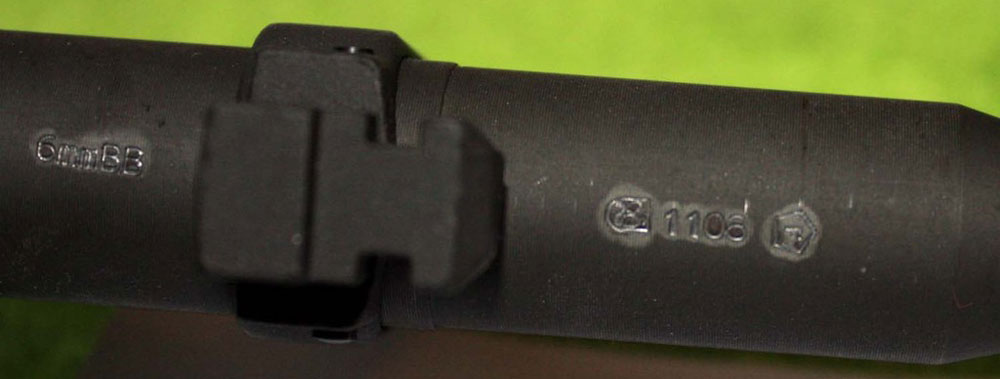
Markierungen an einer Softairwaffe. Zu sehen ist der Munitionstyp, das Ortszeichen vom Beschussamt Suhl, Monat/Jahr und das „F“ im Fünfeck

Das Waffengesetz findet auf Spielzeugschusswaffen, die den Geschossen eine Bewegungsenergie von nicht mehr als 0,5 Joule erteilen, mit Ausnahme der oben genannten Vorschriften über Anscheinswaffen keine Anwendung. Häufig werden sie jedoch erst an Personen ab 14 Jahren verkauft.
Softairwaffen, die Geschossen eine Energie von weniger als 7,5 Joule, aber mehr als 0,5 Joule erteilen, sind ab 18 Jahren frei verkäuflich. Diese Waffen müssen mit einem „F“ im Fünfeck gekennzeichnet und dürfen keine Vollautomaten sein. Ohne Waffenschein dürfen sie nur in befriedetem Besitztum geführt und verwendet werden. Beim Transport darf die Waffe weder zugriffs- noch schussbereit sein. Dies ist insbesondere dann erfüllt, wenn die Waffe ungeladen ist und sich in einem verschlossenen Behältnis befindet.
Softairwaffen, die Geschossen eine Energie über 7,5 Joule erteilen, sind erlaubnispflichtige Schusswaffen im Sinne des Waffengesetzes.

#### Regelungen über vollautomatische Waffen
Der Besitz vollautomatischer Softairwaffen über 0,5 Joule ist in Deutschland verboten.

### Österreich
In Österreich sind Softairwaffen – anders als in Deutschland – keine Waffen im Sinne des österreichischen Waffengesetzes. Die Abgabe von Softairwaffen, welche die Nachahmungen echter Schusswaffen sind, ist an Personen unter 18 Jahren per Verordnung verboten.

### Schweiz
In der Schweiz ist seit dem 12. Dezember 2008 das neue Waffengesetz in Kraft. Darin wurden alle Softairwaffen offiziell als (privilegierte) Waffen taxiert. Somit ist der Erwerb nur noch ab 18 Jahren möglich und bedingt einen schriftlichen Kaufvertrag. Für das Importieren bedarf es einer speziellen Bewilligung. Laserzielpunktvisiere sind verboten, hingegen sind Lampen und Vollautomaten erlaubt.

### Frankreich
In Frankreich sind Softairwaffen mit einer Mündungsenergie von weniger als 0,08 Joule ab drei Jahren erhältlich, Softairwaffen mit einer Mündungsenergie von 0,08 bis 2 Joule dürfen nur an Volljährige verkauft werden. Die Softairwaffen der zweiten Kategorie dürfen, im Gegensatz zu denen in Deutschland, vollautomatisch sein, und zudem sind nach deutschem Gesetz illegale Anbauteile wie Laser oder Lampen in Frankreich erlaubt. Nicht wenige Airsoft-Teams nahe der französischen Grenze fahren deshalb für größere Spiele nach Frankreich oder haben dort sogar ein eigenes Gelände.

### Niederlande
In den Niederlanden dürfen Softairwaffen („airsoft devices“) importiert und gekauft werden, wenn man Mitglied des niederländischen Airsoftverbandes (NABV) ist. Die Softairwaffen müssen wie in Deutschland nicht registriert werden, dürfen eine maximale Mündungsenergie von 3,5 Joule aufweisen und dürfen wie in Österreich sowohl mit Semi- als auch Vollautomatik betrieben werden.